# Diószegi Sámuel (színművész)
Diószegi Sámuel (18. század – 19. század) úttörő énekes-színész.

## Pályafutása
Kolozsvárott lépett a pályára 1810-ben, annak a hatása alatt, hogy a színibizottság a diákságot arra biztatta, hogy menjenek színészeknek, majd szeptember 22-én beállt a Wándza Mihály-féle színtársulathoz. 1814-ben Sándorfy József színtársulatának tagja volt. Udvarhelyi Miklós főrendező megemlékezésében jó zenészként jellemzi, aki egyszer Nagyváradon a Csörgő sapkát is vezényelte.